# Засухіно (Бурятія)
Засухіно (рос. Засухино) — село Прибайкальського району, Бурятії Росії. Входить до складу Сільського поселення Турунтаївського.
Населення —  46 осіб (2015 рік). 